# Palazzo Bellini
Palazzo Bellini è un edificio in stile neoclassico situato in piazza Martiri della Libertà a Oleggio.

## Storia
L'edificio si presenta come il risultato dell'intervento di ristrutturazione compiuto dall'architetto Stefano Ignazio Melchioni sul finire del settecento, e conserva pregevoli decorazioni a stucco e dipinti realizzati tra il XVIII e il XIX secolo.
Attualmente il palazzo è per una parte comunale, e viene utilizzato come sede di mostre e altri eventi culturali, mentre la restante è frazionata in varie proprietà private.

## Descrizione
La facciata del palazzo Bellini è rivolta verso Piazza Martiri della Libertà. Dal portone principale si accede al cortile interno del palazzo, contornato da un portico con colonne binate. Un elegante scalone, che presenta una balaustra decorata a motivi di ghirlanda di fiori, collega il piano terra con il primo piano, il piano nobile del palazzo.
Le sale del primo piano presentano pregevoli affreschi in cui sono raffigurati episodi della mitologia classica.

### Affreschi di maggiore rilevanza
Sala d'onore (Sala del Ratto di Deianira):
- Ratto di Deianira da parte del centauro Nesso

Sala di Enea e Didone:
- Fuga di Enea da Troia con il figlio Ascanio e il padre Anchise
- Enea accolto a Cartagine da Didone con il figlio Ascanio
- Enea e Didone rifugiati nella grotta
- Morte di Didone